# Abohar
Abohar là một thành phố và là một hội đồng đô thị (municipal council) trong quận Firozpur trong bang Punjab của Ấn Độ.

## Địa lý
Abohar có vị trí 30°09′B 74°11′Đ / 30,15°B 74,18°Đ Nó có độ cao trung bình là 180 mét (590 foot).

## Nhân khẩu
Theo điều tra dân số năm 2001 của Ấn ĐộẤn Độ, Abohar có dân số 124.303 người. Phái nam chiếm 53% tổng số dân và phái nữ chiếm 47%. Abohar có tỷ lệ 65% biết đọc biết viết, cao hơn tỷ lệ trung bình toàn quốc là 59,5%: tỷ lệ cho phái nam là 71%, và tỷ lệ cho phái nữ là 58%. Tại Abohar, 13% dân số nhỏ hơn 6 tuổi.